# The Songs of Distant Earth
Albums de Mike Oldfield
Tubular Bells II
(1992) Voyager
(1996)
Singles
1. Hibernaculum
Sortie : novembre 1994
2. Let There Be Light
Sortie : août 1995

The Songs of Distant Earth est le seizième album studio du musicien britannique Mike Oldfield, paru en 1994. Il s'inspire du roman Chants de la Terre lointaine (Songs of Distant Earth) d'Arthur C. Clarke, paru en 1986.

## Aperçu général
L'album correspond à la phase où Mike Oldfield se focalise de nouveau sur la musique instrumentale. Par rapport à ses albums précédents, The Songs of Distant Earth se caractérise par la forte présence des synthétiseurs et la relative rareté de la guitare électrique (combinée avec une nouvelle texture sonore, adoucie, du son de sa guitare). Par ailleurs, les arrangements se font plus légers, contrairement aux œuvres plus anciennes où Mike Oldfield empilait beaucoup de mélodies et d'arrangements très fins.
L'album a été accueilli de façon mitigée par les fans de l'artiste, certains lui reprochant de verser dans le registre new age, courant musical dont Oldfield s'était toujours ouvertement démarqué et qu'il critiquait. Il a retrouvé des faveurs dans la communauté des fans avec le recul, mais aussi parce que cet album a lui-même attiré un nouveau public vers sa musique.
Sorti dans les années qui ont suivi le premier album d'Enigma (MCMXC a.D. en 1990), de Deep Forest (Deep Forest en 1992) et la même année que le premier album de Stone Age (Stone Age), The Songs of Distant Earth épouse les canons du concept-album : introduction éthérée avec voix narratrice, deuxième titre enjoué et plus commercial, alternance savante de passages rythmés ou plus paisibles. S'il n'a pas inventé ce genre (alors qu'on le crédite de l'invention de la world music par exemple[réf. nécessaire]), Mike Oldfield l'aborde avec une grande sensibilité qui fait que cet album résiste peut-être mieux au temps que les albums contemporains cités plus hauts.
The Songs of Distant Earth était le premier CD contenant une piste CD-ROM avec un jeu et un vidéo-clip.
Directement inspiré de la nouvelle éponyme écrite par Arthur C. Clarke, l'album raconte la fin de la terre détruite par le Soleil alors que celui-ci se transforme en supernova, puis l'arrivée du dernier vaisseau de survivants sur une planète-océan.
Par son caractère essentiellement électronique, cet album occupe une place rare dans la discographie de Mike Oldfield mais il peut néanmoins être rapproché de l'album Light + Shade, paru onze ans plus tard, qui sera également un album électronique, quoique doté d'arrangements très différents.

## Chansons de l'album
| No  | Titre                | Durée |
| --- | -------------------- | ----- |
| 1.  | In the Beginning     | 1:24  |
| 2.  | Let There Be Light   | 4:57  |
| 3.  | Supernova            | 3:23  |
| 4.  | Magellan             | 4:40  |
| 5.  | First Landing        | 1:16  |
| 6.  | Oceania              | 3:19  |
| 7.  | Only Time Will Tell  | 4:26  |
| 8.  | Prayer for the Earth | 2:09  |
| 9.  | Lament for Atlantis  | 2:43  |
| 10. | The Chamber          | 1:48  |
| 11. | Hibernaculum         | 3:32  |
| 12. | Tubular World        | 3:22  |
| 13. | The Shining Ones     | 2:59  |
| 14. | Crystal Clear        | 5:42  |
| 15. | The Sunken Forest    | 2:37  |
| 16. | Ascension            | 5:49  |
| 17. | A New Beginning      | 1:37  |

## Personnel
Music
- Mike Oldfield – instruments variées
- Eric Cadieux – programmation additionnelle
- Mark Rutherford – boucles rythmiques additionnelles
- Sugar "J" – boucles rythmiques additionnelles
- Pandit Dinesh – tablas
- Molly Oldfield – claviers
- Nils-Aslak Valkeapää – Sámi chant sur "Prayer for the Earth"
- Cori Josias – chœurs
- Ella Harper – chœurs
- David Nickless – chœurs
- Roame – chœurs
- Membres du Verulam Consort – chœurs
- Tallis Scholars – chœurs

Excerpts:
- Bill Anders – lecture du Livre de la Genèse alors qu'il était en orbite autour de la lune en 1968 sur "In the Beginning"
- "Vahine Taihara" par le Tubular Choir
- Mike Joseph – sur "Crystal Clear"